# Somewhere in Time
Somewhere in Time је шести студијски албум енглеског хеви метал састава Ајрон мејден, издат 1986. године.

## Списак песама
1. „Caught Somewhere in Time“ (Стив Харис) – 7:25
2. „Wasted Years“ (Адријан Смит) – 5:07
3. „Sea of Madness“ (Смит) – 5:42
4. „Heaven Can Wait“ (Харис) – 7:21
5. „The Loneliness of the Long Distance Runner“ (Харис) – 6:31
6. „Stranger in a Strange Land“ (Смит) – 5:44
7. „Déjà Vu“ (Харис, Дејв Мари) – 4:56
8. „Alexander the Great“ (Харис) – 8:37